# Herjólfur III
Die Herjólfur III ist eine 1992 als Herjólfur gebaute isländische Autofähre, die zwischen der isländischen Südküste und Heimaey auf den Vestmannaeyjar (Westmännerinseln) eingesetzt wurde. Sie wurde im Sommer 2019 durch ein neues Schiff ersetzt. 2022 wurde die Herjólfur III von der färöischen Regionalverkehrsgesellschaft Strandfaraskip Landsins übernommen, die das Schiff zusammen mit der Smyril auf der inzwischen eingestellten Route 8 zwischen Tórshavn und Tvøroyri auf Suðuroy einsetzte.

## Geschichte

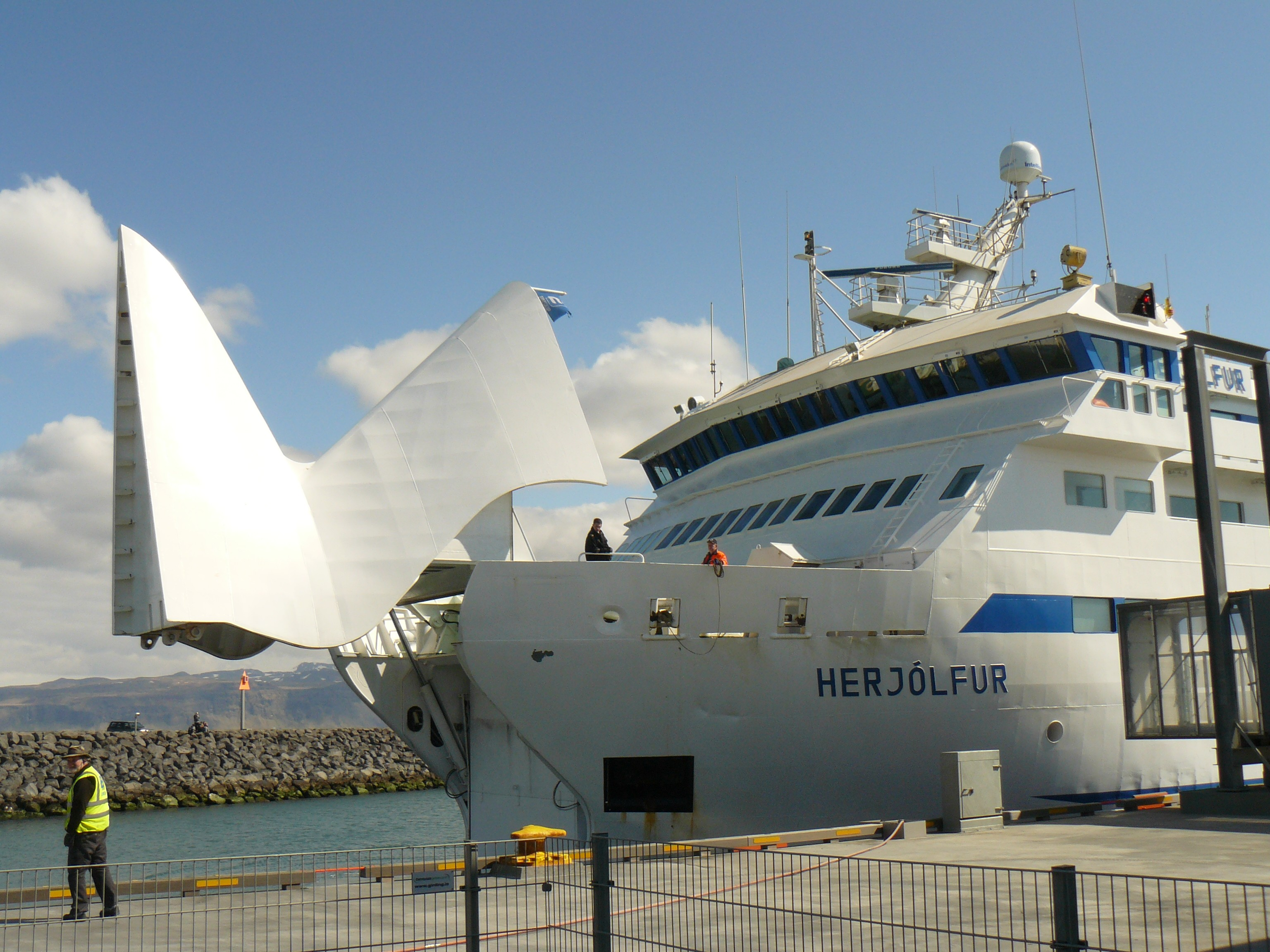
Die Herjólfur in Landeyjahöfn

### Herjólfur
Das Schiff wurde 1991/1992 mit der Baunummer 77 auf der Werft Simek, Sigbjørn Iversen A/S im norwegischen Flekkefjord gebaut und war die dritte Fähre in Folge, die den Namen Herjólfur trug. Seit ihrer Ablieferung 1992 verkehrte sie zwischen dem Hafenort Þorlákshöfn und Heimaey mit einer Fahrzeit von ungefähr 2 Stunden und 45 Minuten. Seit im Juli 2010 der neue Hafen Landeyjahöfn eröffnet wurde, beträgt die Fahrzeit zwischen der isländischen Küste und Heimaey bei gutem Wetter nur noch 30 Minuten. 
Die Passagierzahlen sind durch die schnellere Verbindung gestiegen. Anfänglich bestanden allerdings noch Schwierigkeiten mit dem Hafen von Landeyjahöfn, der sich als zu seicht für eine Fähre mit der Größe der Herjólfur erwies, und im Jahr 2011 musste die Fähre für einige Zeit durch die kleinere Fähre Baldur ersetzt werden, die zuvor im Breiðafjörður verkehrte, während die Herjólfur im dänischen Odense einer Überholung unterzogen wurde.
Ende März 2019 wurde bekannt, dass die Gemeinde Vestmannaeyjar die Herjólfur und ihre Fährverbindungen von der Sæferðir ehf., einer Tochtergesellschaft der Eimskip ehf, übernimmt.

### Herjólfur III
Im Juni 2019 wurde nach diversen Verzögerungen eine neue, gleichnamige Fähre abgeliefert, welche die Herjólfur ersetzte. Das Schiff wurde in diesem Zusammenhang in Herjólfur III umbenannt. Die Herjólfur III war mit Stand vom Mai 2022 im Besitz der Herjolfur H/f, diente im November 2019 anlässlich eines Ausfalls der neuen Herjólfur als Ersatzschiff, und wurde im Februar 2020 bei einem Werftaufenthalt einigen Revisionsarbeiten unterzogen.

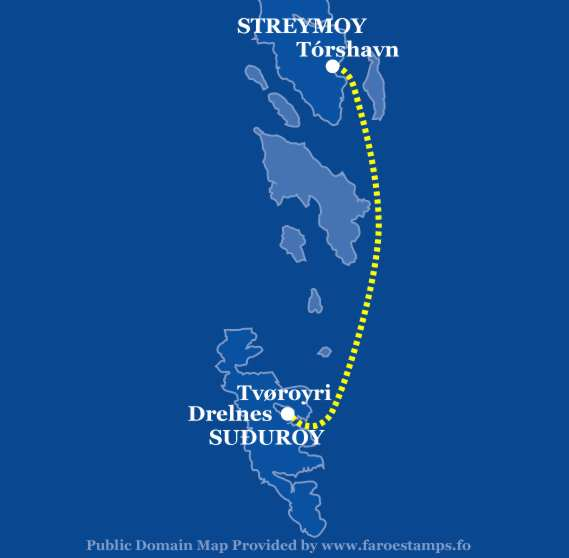
Fährlinie Route 7 (Smyril) und die eingestellte Fährlinie Route 8 (Herjólfur III) der Färöer

Seit 2022 ist der Eigner des Schiffes die Landesregierung der Färöer. Das Schiff wurde – immer noch unter dem Namen Herjólfur III – von Strandfaraskip Landsins neben dem Flaggschiff Smyril vom 11. Juli 2022 bis November 2023 auf der Route 8 zwischen der färöischen Hauptstadt Tórshavn und Tvøroyri auf der Insel Suðuroy eingesetzt. Die Überfahrt dauerte drei Stunden.
Im November 2023 wurde das Schiff nach Island vermietet, da die Herjólfur 4 Probleme mit einem Motor hatte.